# 松浦昇汰
松浦 昇汰（まつうら しょうた、2000年7月28日 - ）は、埼玉県熊谷市出身の元サッカー選手である。現役時代のポジションは、ボランチまたはサイドバックであった。

## 来歴
兄の影響で4歳からサッカーを始め、小学校5年生のときに熊谷市で活動する地域クラブチームである江南南サッカー少年団に入団した。江南南サッカー少年団は、埼玉県内だけでなく全国でも知名度の高い強豪チームであり、元日本代表の原口元気選手が所属していたことでも知られている。
中学時代はFC深谷、高校時代は東京農業大学附属第三高校サッカー部に所属し、チームに貢献した。
高校卒業後は、東京都社会人サッカーリーグのHBO東京に当時最年少の副キャプテンとして所属した。その後、2020年に渡独し、de:Niendorfer TSVと契約するが、前十字靭帯損傷で手術を受けることになり、公式戦はわずか1試合のみの出場であった。
2021年にはde:FC Süderelbeのセカンドチームに移籍し、翌シーズンには同チームのトップチームと契約した。しかし、最初のキャンプ中に左足首靭帯断裂を負い、チームを離脱することとなった
。

## 所属クラブ
- 江南南サッカー少年団
- フットボールクラブ深谷
- 東京農業大学附属第三高校サッカー部
- 2020年1月 HBO東京
- 2020年8月 de:Niendorfer TSV
- 2021年1月 de:FC Süderelbe II
- 2021年7月 de:FC Süderelbe